# Digonocryptus narratorius
Digonocryptus narratorius là một loài tò vò trong họ Ichneumonidae.